# Via Triomfal
La via Triomfal (en llatí Via Triumphalis) era una via consular que unia Roma amb Veïs.
Molt probablement el nom commemora la victòria de Marc Furi Camil sobre la ciutat de Veïs, al qual se li va dedicar un triomf justament a la via que duia de Veïs al turó del Capitoli.
Actualment, la ciutat de Roma conserva 11 quilòmetres de l'anomenada en italià Via Trionfale, que surt del Largo Trionfale, a la confluència del rione de Prati amb els barris Trionfale i de La Vittoria; puja pel Monte Mario, travessa la zona d'Ottavia i, a l'altura de La Giustiniana, enllaça amb la via Càssia. De la via romana no en queda cap rastre, ja que la carretera moderna hi passa per sobre.